# 대지베이비
대지베이비는 대한민국의 가수다. 2021년 싱글 《Fiji Water》로 데뷔했다.

## 방송
- 쇼미더머니 10 (2021) - Top132

## 음반
- Fiji Water (2021)
- Love Race (2021)
- CRIMINAL (2021)
- 얼음땡! (2021)
- Yellow Lights (2021)